# Канге
Канге (кор.  강계 ,  江 界) — місто в провінції Чагандо, КНДР. Завдяки своєму місцю розташування, місто має стратегічну значимість, починаючи з династії Чосон (1392–1910).

## Географія
Канге знаходиться на місці злиття чотирьох річок.

### Клімат
Місто знаходиться у зоні, котра характеризується вологим континентальним кліматом з теплим літом. Найтепліший місяць — липень із середньою температурою 23.3 °C (74 °F). Найхолодніший місяць — січень, із середньою температурою -11.7 °С (11 °F).
| Клімат Канге            | Клімат Канге | Клімат Канге | Клімат Канге | Клімат Канге | Клімат Канге | Клімат Канге | Клімат Канге | Клімат Канге | Клімат Канге | Клімат Канге | Клімат Канге | Клімат Канге | Клімат Канге |
| Показник                | Січ.         | Лют.         | Бер.         | Квіт.        | Трав.        | Черв.        | Лип.         | Серп.        | Вер.         | Жовт.        | Лист.        | Груд.        | Рік          |
| Абсолютний максимум, °C | 7            | 12           | 18           | 27           | 32           | 33           | 36           | 39           | 31           | 27           | 18           | 12           | 39           |
| Середній максимум, °C   | −6           | −1           | 6            | 15           | 21           | 25           | 27           | 27           | 22           | 15           | 5            | −3           | 12           |
| Середня температура, °C | −11          | −7           | 0            | 8            | 15           | 20           | 23           | 23           | 16           | 8            | 0            | −8           | 7            |
| Середній мінімум, °C    | −20          | −13          | −4           | 2            | 8            | 14           | 18           | 18           | 11           | 2            | −4           | −13          | 2            |
| Абсолютний мінімум, °C  | −30          | −27          | −22          | −8           | −1           | 6            | 10           | 10           | 0            | −8           | −20          | −30          | −30          |
| Днів з опадами          | 11           | 12           | 14           | 15           | 16           | 17           | 19           | 16           | 11           | 10           | 14           | 13           | 168          |
| Днів з дощем            | 1            | 1            | 6            | 14           | 16           | 17           | 19           | 16           | 11           | 10           | 8            | 2            | 121          |
| Днів зі снігом          | 11           | 12           | 10           | 3            | 0            | 0            | 0            | 0            | 0            | 1            | 9            | 12           | 58           |
| ----------------------- | ------------ | ------------ | ------------ | ------------ | ------------ | ------------ | ------------ | ------------ | ------------ | ------------ | ------------ | ------------ | ------------ |
| Джерело: Weatherbase    |              |              |              |              |              |              |              |              |              |              |              |              |              |

## Транспорт
Канге є транспортним вузлом провінції Чагандо.

## Економіка
Деревообробна, текстильна промисловість, машинобудування.